# Sidney Farber
Sidney Farber (1903-1973) fue un experto en patología pediátrica. Nació en 1903 en Búfalo, y era el tercer hijo de una familia numerosa, de 14 hermanos. Se licenció en la Universidad de Búfalo en 1923 y continuó sus estudios en Heidelberg y Friburgo de Brisgovia. Completó su formación en 1927 en la Harvard Medical Shool. Se casó con Norma C. Farber, escritora de cuentos infantiles. Era hermano del filósofo Marvin Farber (1901-1980).
Tras su periodo como interno en el Hospital Peter Bent Brigham de Boston, obtuvo una plaza de residente en el Hospital Infantil de Boston. Desde 1928, fue profesor ayudante de patología en la Harvard Medical School. 
En el transcurso de sus investigaciones, financiadas por la American Cancer Society, llevó a cabo la evaluación de la aminopterina. Este medicamento, sintetizado por el equipo del Dr. Subbarao a petición de Farber, es un antagonista del ácido fólico, pensado originalmente para el tratamiento de la leucemia linfoide aguda infantil. Demostró por primera vez que la remisión clínica y hematológica de esa enfermedad era posible. Estos hallazgos convierten a Farber en el padre de la quimioterapia oncológica clínica.